# Рауль Ороско
Рауль Ороско (ісп. Raúl Orosco, 25 березня 1979, Кочабамба, Болівія) — болівійський футбольний арбітр. Володіє іспанською мовою та кечуа.

## Життєпис
За час своєї кар'єри судив матчі Кубка Лібертадорес, Південноамериканського кубка, молодіжного чемпіонату Південної Америки. Зокрема обслуговував матчі Кубка Америки 2011, Олімпійських ігор 2012, юнацького чемпіонату світу U17 2013 року та Кубка Америки 2015.

## Матчі національних збірних
| Дата           | Місце проведення    | Збірні               | Рахунок | Турнір               | ЖК | YK · YK · RK | RK |
| -------------- | ------------------- | -------------------- | ------- | -------------------- | -- | ------------ | -- |
| 3 липня 2011   | Ла-Плата, Аргентина | Бразилія – Венесуела | 0 – 0   | Кубок Америки        | 4  | 0            | 0  |
| 13 липня 2011  | Ла-Плата, Аргентина | Уругвай – Мексика    | 1 – 0   | Кубок Америки        | 5  | 0            | 0  |
| 20 липня 2011  | Ла-Плата, Аргентина | Перу – Уругвай       | 0 – 2   | Кубок Америки        | 6  | 0            | 1  |
| 12 жовтня 2011 | Сантьяго, Чилі      | Чилі – Перу          | 4 – 2   | Кваліфікація ЧС 2014 | 5  | 0            | 0  |
| 22 грудня 2011 | Ла-Серена, Чилі     | Чилі – Парагвай      | 3 – 2   | Товариський матч     | 5  | 1            | 1  |
| 3 червня 2014  | Гояна, Бразилія     | Бразилія – Панама    | 4 – 0   | Товариський матч     | 5  | 0            | 0  |
| 18 червня 2015 | Вальпараїсо, Чилі   | Перу – Венесуела     | 1 – 0   | Кубок Америки        | 4  | 0            | 1  |
| 3 червня 2015  | Консепсьйон, Чилі   | Перу – Парагвай      | 2 – 0   | Кубок Америки        | 3  | 0            | 0  |
| 6 жовтня 2016  | Монтевідео, Уругвай | Уругвай – Венесуела  | 3 – 0   | Кваліфікація ЧС 2018 | 3  | 1            | 1  |